# Románia autópályái
Románia gyorsforgalmi útjai nagy sebességre tervezett osztott pályás utak, különszintű csomópontokkal. Két típusuk van, az autópálya (románul: Autostradă) és az autóút (románul: Drum expres), melyek között a fő különbség, hogy az autópályákon van leállósáv, és a forgalmi sávok valamivel szélesebbek. Előbbieket A, utóbbiakat DEx, valamint egy szám jelöli. A megengedett legnagyobb sebesség az autópályákon 130 km/h, az autóutakon 100 km/h.
Romániában az első autópályát, az A1-es Bukarest és Pitești közti szakaszát 1972-ben építették. Az 1989-es rendszerváltás után leállt az építkezés. Az A2 volt az első, teljes hosszában elkészült autópálya, 2012-ben készült el. Az Európai Uniós csatlakozás az autópálya-építés újabb hullámát hozta, bár 2016 elejére nagyon sok autópályaszakaszt felbontottak, így azok járhatatlanná váltak. A súlyos problémákat a korrupcióval hozták összefüggésbe.
2024 februári adatok szerint Romániában 1075 km-nyi gyorsforgalmi út működik, ebből 1003 km autópálya és 72 km autóút. A gyorsforgalmi úthálózat üzemeltetője a Compania Națională de Administrare a Infrastructurii Rutiere (CNAIR).

## Történelem

### A szocializmus időszaka és a forradalom utáni évek
Az első romániai autópálya az 1960-as években, Gheorghe Gheorghiu-Dej miniszterelnöksége idején épült A1-es volt, mely Bukarestet kötötte össze a tőle közel 100 km-re lévő Pitești-tel.
A Fekete-tengerre vezető A2-es építése Nicolae Ceaușescu idejében kezdődött. 1990-ben, a kommunizmus bukása után az építkezés folytatódott egy darabig, aztán 1993–1998 között pénzhiány miatt szüneteltek a munkálatok. A 225 kilométer hosszú Bukarest–Konstanca nyomvonalnak a kétharmada, 152 kilométer készült el.

### A1 (Dél-erdélyi autópálya)
A 113 kilométer hosszú autópályát 2000-ben felújították, és a IV., Közép-Európát északnyugat–délkelet irányban átszelő páneurópai közlekedési folyosó részeként tervbe vették a továbbfejlesztését.
2007-ben adták át a meglévő szakaszhoz kapcsolódó, 17 km-es pitești-i elkerülőt.
2010. december 1-jén adták át a Nagyszebent elkerülő 17,2 km-es szakaszt.
A 33 km-es Temesvár–Arad szakaszt és a 12 km-es aradi elkerülőt 2011 decemberében adták át. Eleinte sebességkorlátozások voltak, és az utóbbinál csak kétszer egy sáv volt használható, de a munkálatokat 2012. június 6-án befejezték.
2011-ben újabb szakaszokon indult meg az építkezés: Déva és Szászváros között, valamint Nagylak (országhatár) és Arad között. Utóbbi 39 km-es szakasz átadására a tervek szerint 2013-ban kerülhet sor. Ugyanezen év tavaszán tervezik átadni a magyar szakaszon az M43-as autópálya Makó és Nagylak (országhatár) közötti szakaszát is, amellyel Temesvártól bekapcsolódhat az európai autópálya-hálózatba. A teljes autópálya átadását 2025-re tervezik, a finanszírozás eleinte bizonytalan volt, de 2012-re eldőlt, hogy a projektet 85%-ban az Európai Unió fizeti.

### A2 (Napfény autópálya)
Befejezése 2007–2008-ra várható. Érdekessége, hogy 2008 júniustól az autópályát a gyorshajtók illetve a tolvajok elbátortalanítására bekamerázták.

### A3 (Észak-erdélyi autópálya)
Az A3-as autópálya (románul: Autostrada Transilvania) Bukarest, Ploiești, Brassó, Fogaras, Segesvár, Marosvásárhely, Torda, Kolozsvár, Zilah és Nagyvárad nyomvonalon halad, hossza 584 km.
Az építés 2004-ben kezdődött az amerikai Bechtel vállalattal kötött 2,2 milliárd eurós szerződés alapján. A vállalat 415 kilométer pályaépítésre szerződött, de 7 év után csupán 52 kilométer készült el, az Aranyoslóna és Gyalu közötti, Kolozsvárt elkerülő szakasz.
A Bechtellel kötött szerződést 2011-ben újratárgyalták, így az amerikai cég a 415 kilométeres pályahosszból összesen 118 kilométert épít meg (nyolcból csak két pályaszakaszt: az Aranyoslóna és Gyalu közötti szakasz, 52 km már üzemel; a Berettyószéplak és Bors közötti 66 km-es szakaszból 17 km-t 2012 végéig adnak át, és 49 km-t 2013-ban). A román kormány döntése szerint 50%-kal csökken a munkálatok költsége, és licitre lehet bocsátani a még meg nem kezdett szakaszok építését.
Azok a szakaszok, amelyekről a Bechtel lemondott részévé válnak a TEN-T-nek (transzerurópai közlekedési hálózat), így 2014-től európai uniós forrásokat kaphatnak.
2020-ban a Bors-Bihar (5,35 km) szakasz került átadásra.

### A4
A romániai A4-es autópálya Konstanca kikötőváros elkerülését teszi lehetővé Ovidiu és Agigea között. Hossza kb. 20 km, a forgalomnak 2012 júliusában adták át a teljes hosszt.

### Székelyföldi autópályaépítési tervek
Az EU-csatlakozást követő első hat év fejlesztési elképzelései szerint a főképp magyarok lakta Hargita megye jelenleg elhanyagolt infrastruktúrája az elképzelések szerint látványos fejlődésen ment volna keresztül: modernizált és gyorsforgalmi utak mellett felmerült a Csíkszeredából Székelyudvarhely felé autópálya megépítése is.

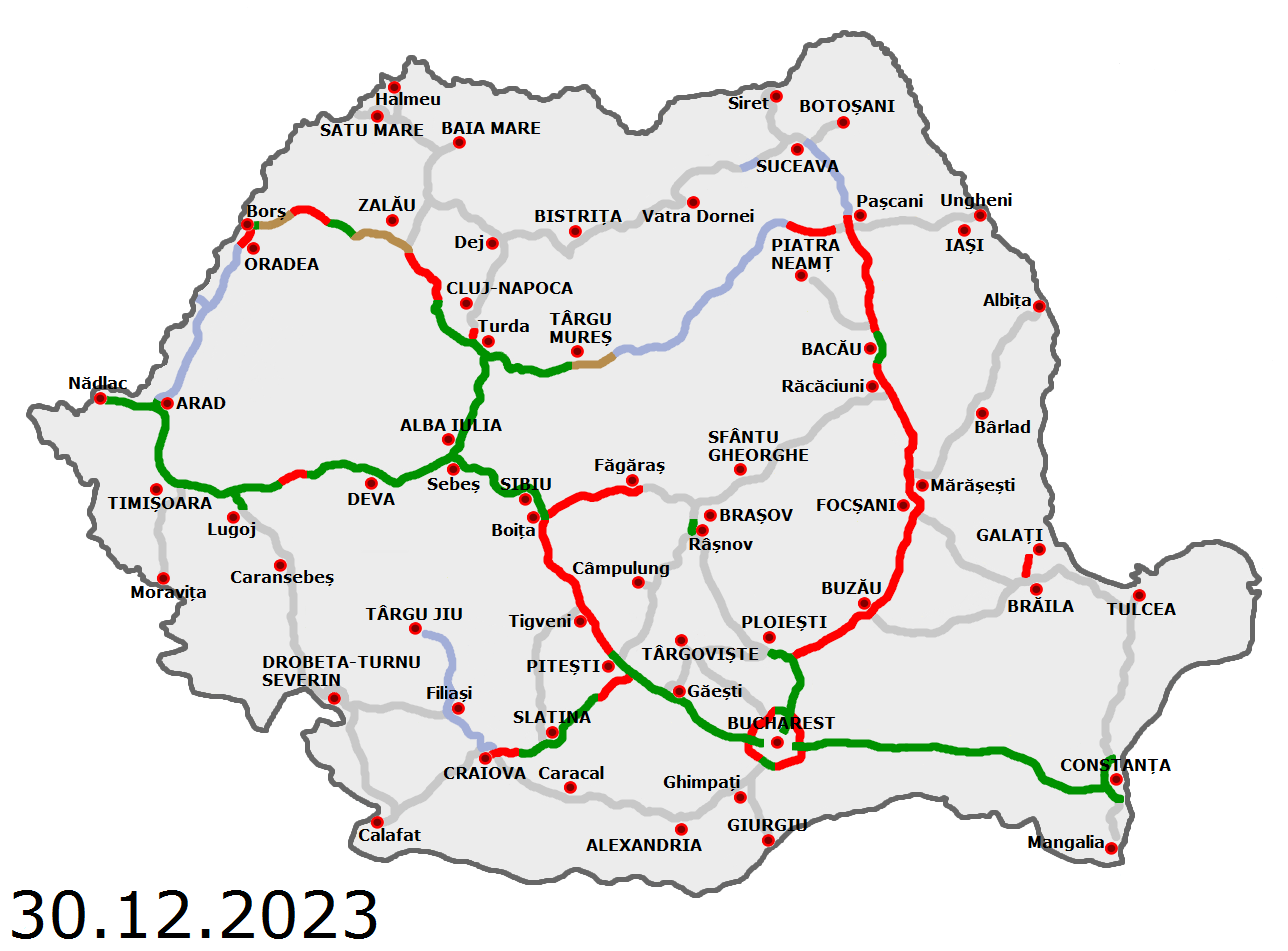
Románia autópályái 2023 végén
elkészült épül közbeszerzés alatt környezetvédelmi engedéllyel rendelkezik tervezett

A gyorsforgalmiút-hálózat hossza 2023-ban lépte át a szimbolikusnak tekintett 1000 km-t.

## Áttekintő táblázat
| Gyorsforgalmi út             | Érintett települések, nagyobb kereszteződések                                                                                       | Teljes hossz | Használatban | Épül   | Térkép |
| ---------------------------- | --- | ------------ | ------------ | ------ | ------ |
| Bukaresti körgyűrű           | Bukaresti körgyűrű | 101 km       | 55 km        | 46 km  |        |
| Dél-erdélyi autópálya        | Bukarest – Pitești – Nagyszeben – Déva – Temesvár – Arad – Nagylak / Magyarország (a TEN-T hálózat része)                           | 578 km       | 472 km       | 106 km |        |
| Napfény autópálya            | Bukarest – Fetești – Csernavoda – Konstanca (a TEN-T hálózat része)                                                                 | 203 km       | 203 km       | −      |        |
| Észak-erdélyi autópálya      | Bukarest – Ploiești – Brassó / Marosvásárhely – Kolozsvár – Zilah – Nagyvárad – Bors / Magyarország (részben a TEN-T hálózat része) | kb. 438 km   | 203 km       | 70 km  |        |
|                              | Ovidiu – Konstanca – Agigea – Vama Veche / Bulgária                                                                                 | 82 km        | 22 km        | 0 km   |        |
| Déli autópálya               | Lugos – Calafat (részben a TEN-T hálózat része)                                                                                     | 260 km       | 11 km        | 0 km   |        |
| Moldvai autópálya            | Ploiești – Bodzavásár – Foksány – Bákó – Páskán – Szucsáva – Szeretvásár / Ukrajna (a TEN-T hálózat része)                          | 437 km       | 59 km        | 276 km |        |
| Egyesülés autópálya          | Marosvásárhely – Ditró – Poiana Largului – Németvásár – Páskán – Jászvásár – Ungheni / Moldova (a TEN-T hálózat része)              | 310 km       | 0 km         | 30 km  |        |
|                              | Temesvár – Temesmóra / Szerbia | 70 km        | 0 km         | 0 km   |        |
|                              | Szászsebes – Gyulafehérvár – Nagyenyed – Torda (a TEN-T hálózat része)                                                              | 70 km        | 70 km        | −      |        |
|                              | Arad | 4 km         | 4 km         |        |        |
|                              | Nagyszeben – Fogaras – Brassó – Bákó                                                                                                | 300 km       | 0 km         | 68 km  |        |
| Északi autópálya             | Óvári – Szucsáva | 335 km       | 0 km         | 11 km  |        |
|                              | Torda – Dés | 70 km        | 0 km         | 5 km   |        |
| (wd)                         | Brăila – Galați | 12 km        | 0 km         | 12 km  |        |
|                              | Pitești – Slatina – Craiova | 121 km       | 108 km       | 13 km  |        |
|                              | Arad – Nagyvárad | 133 km       | 13 km        | 0 km   |        |
| Nagybánya–Óvári-autóút       | Nagybánya – Szatmárnémeti – Óvári                                                                                                   | 102 km       | 0 km         | 12 km  |        |
| Craiova–Zsilvásárhely-autóút | Craiova – Filiași – Zsilvásárhely                                                                                                   |              |              |        |        |
| Nagybánya–Dés-autóút         | Nagybánya – Dés | 108 km       | 0 km         | 0 km   |        |